# Біла Церква (община Кривогаштани)
Біла Церква (мак. Бела Црква) — село в общині Кривогастани, неподалік від міста Прилеп у Македонії.

## Походження і значення назви
Назва села вперше зустрічається в історичних документах як Біла Церква в XIV столітті (1335 р.). ). Місцеві жителі кажуть, що назва села походить від білих стін сільської церкви, яка вважається досить старою.
За легендою, багато років тому, під час великого розливу Чорної річки, коли все було затоплено і на рівнині нічого не було видно, крім білої церкви, і зібралися люди, тому місце так і залишилося називатися Білою Церквою.

## Географія та розташування

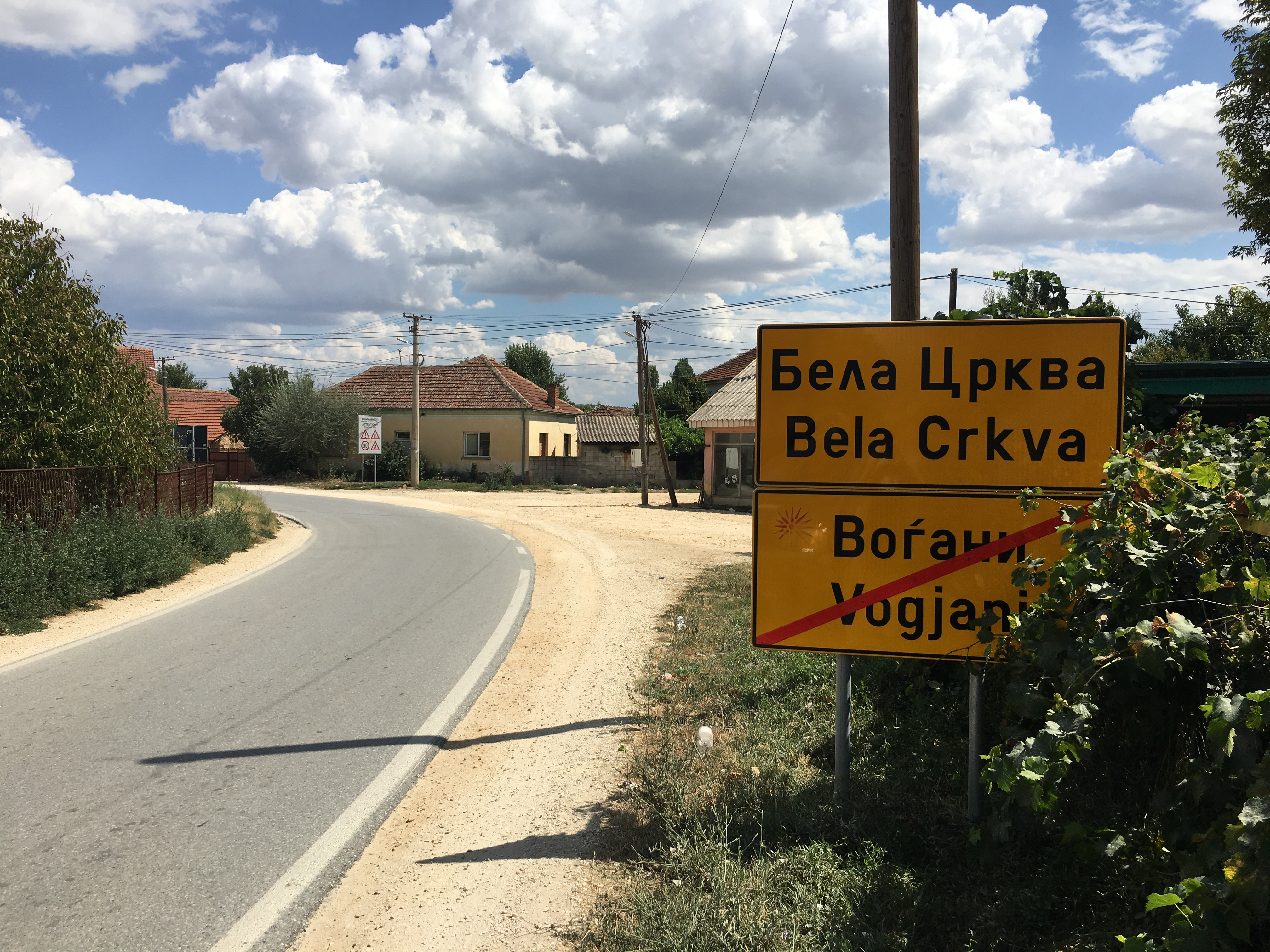
В'їзд до села і сторони Водянів, з якими вони буквально з'єднані

Село розташоване в крайній південно-західній частині Прилепського поля та на південній стороні общини Кривогаштани. Село рівнинне, на висоті 603 метри. Розташоване на відстані 28 кілометрів від міста Прилепта за 9 кілометрів від муніципального центру Кривогаштани. Село було об’єднано з сусіднім селом Водяни, але вони завжди вважалися окремими селами.
Через село проходить регіональна дорога 2339, яка сполучає Пелагонію з Железником .
Село розташоване в найродючішій частині Прилепського поля, вздовж русла річки Црна. Навколишні села Водяни, Обршани та Пашино Рувці. Раніше питну воду отримували з криниць.

## Культурні та природні пам'ятки
Археологічні пам'ятки

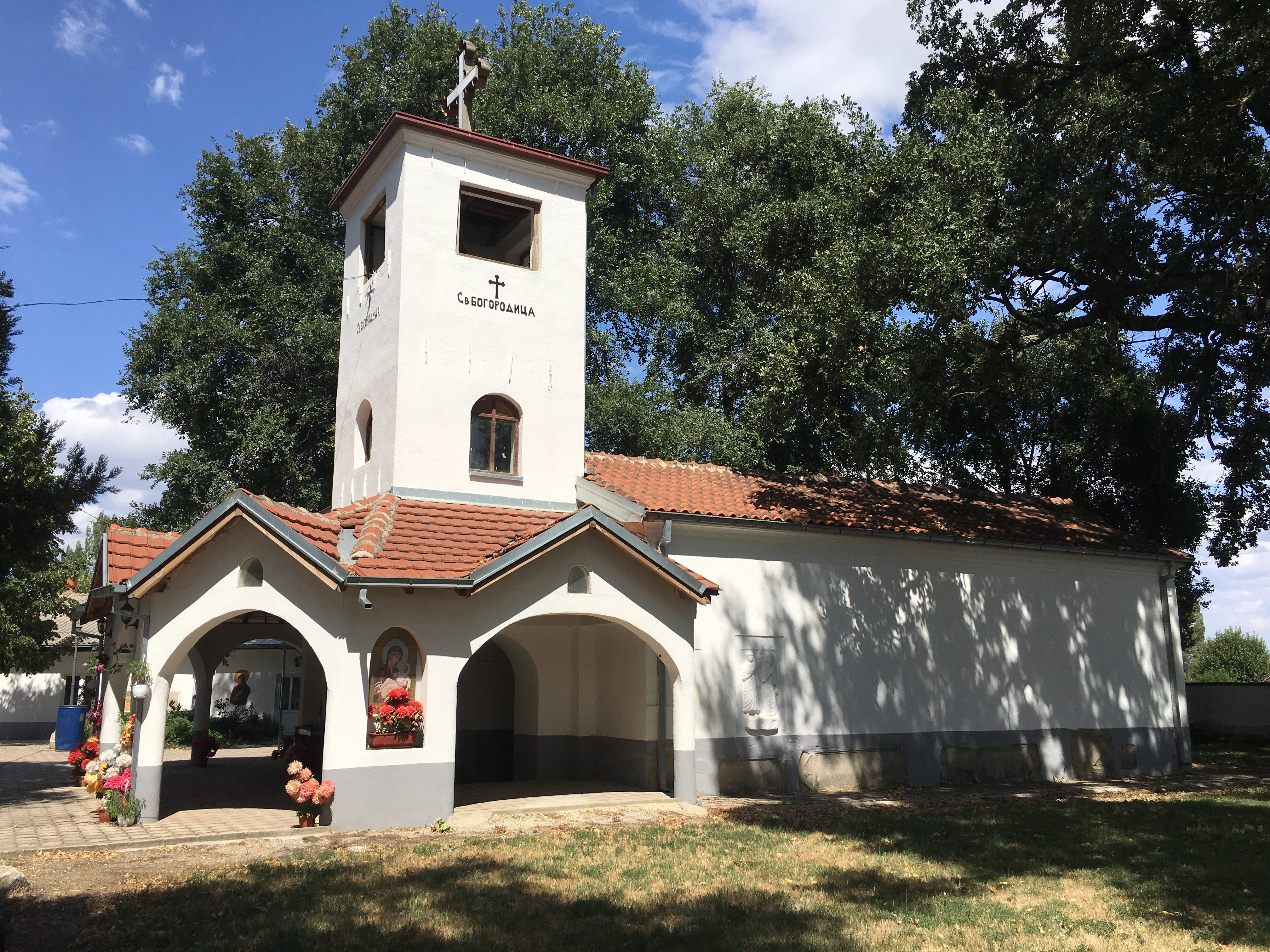
Головна сільська церква «Успіння Пресвятої Богородиці»

- Св. Богородиця — поодинока знахідка часів еллінізму.

Церкви 
- Церква «Успіння Пресвятої Богородиці» — головний храм села.

Пам'ятники
- Пам'ятник на честь НВБ.

## Регулярні заходи
Свята
- Водиця (19 січня) — традиційне сільське свято
- Велика Богородиця — церковне свято

## Галерея

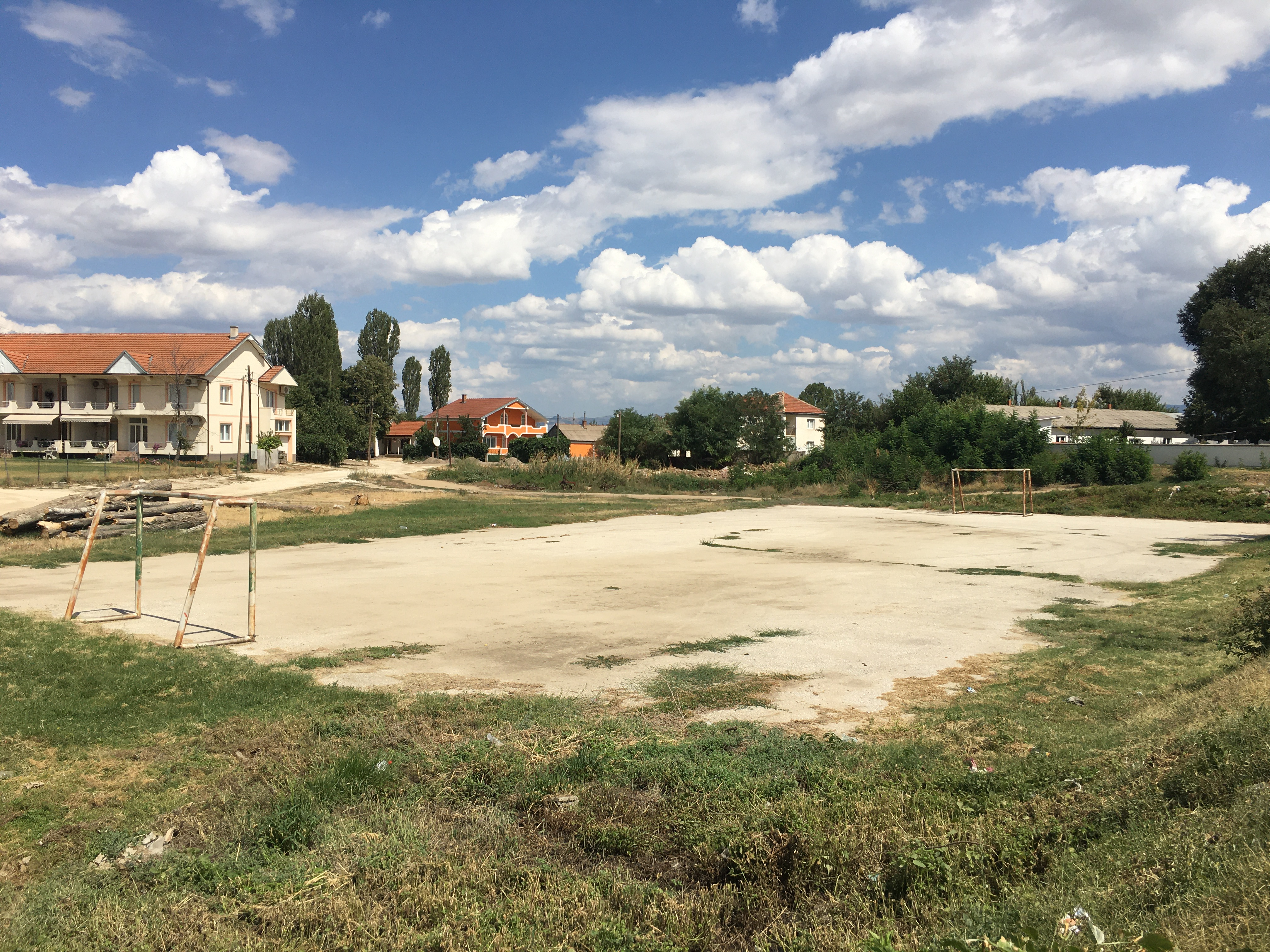
Дитячий майданчик в селі
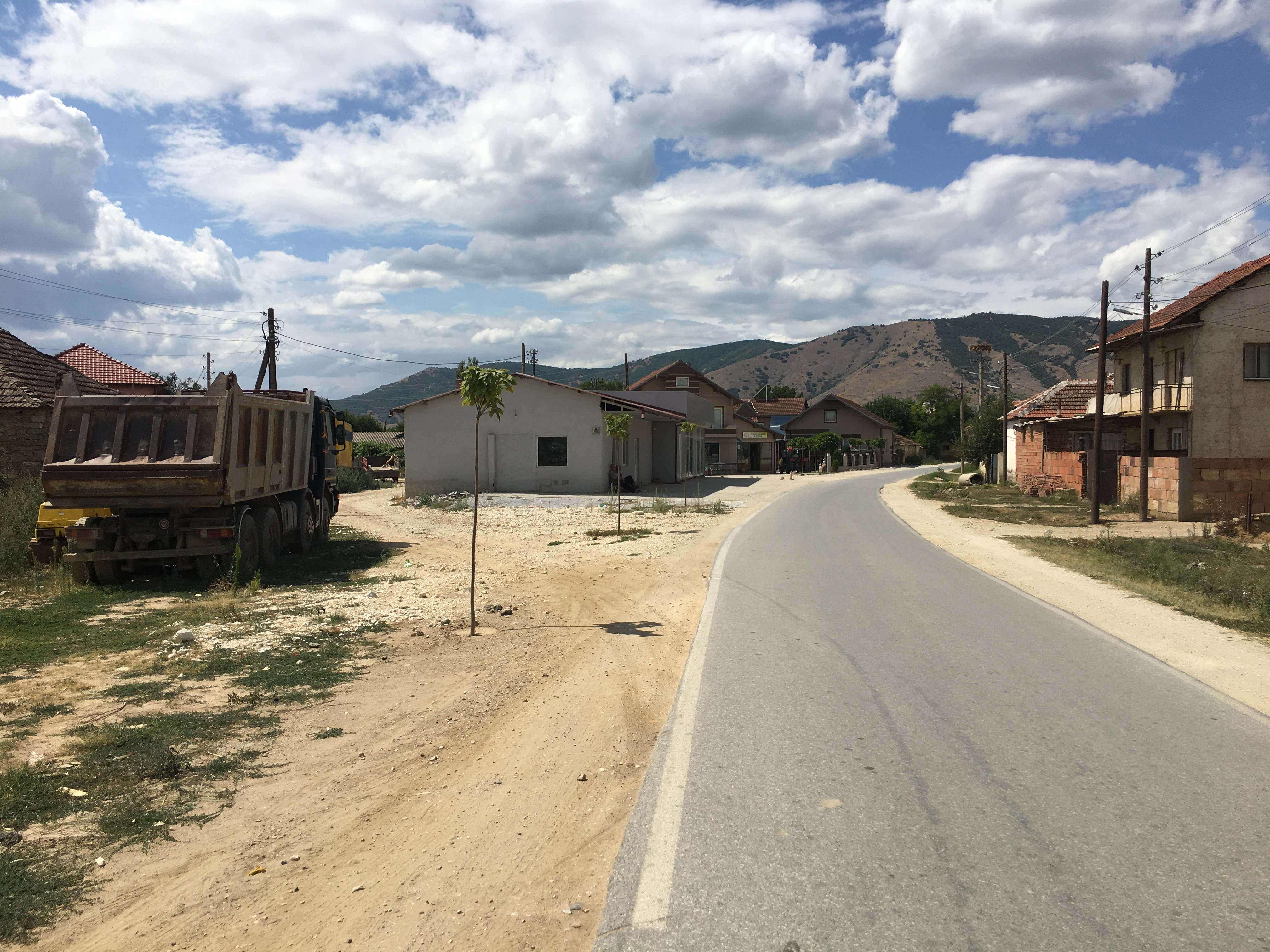
Р2339 через село
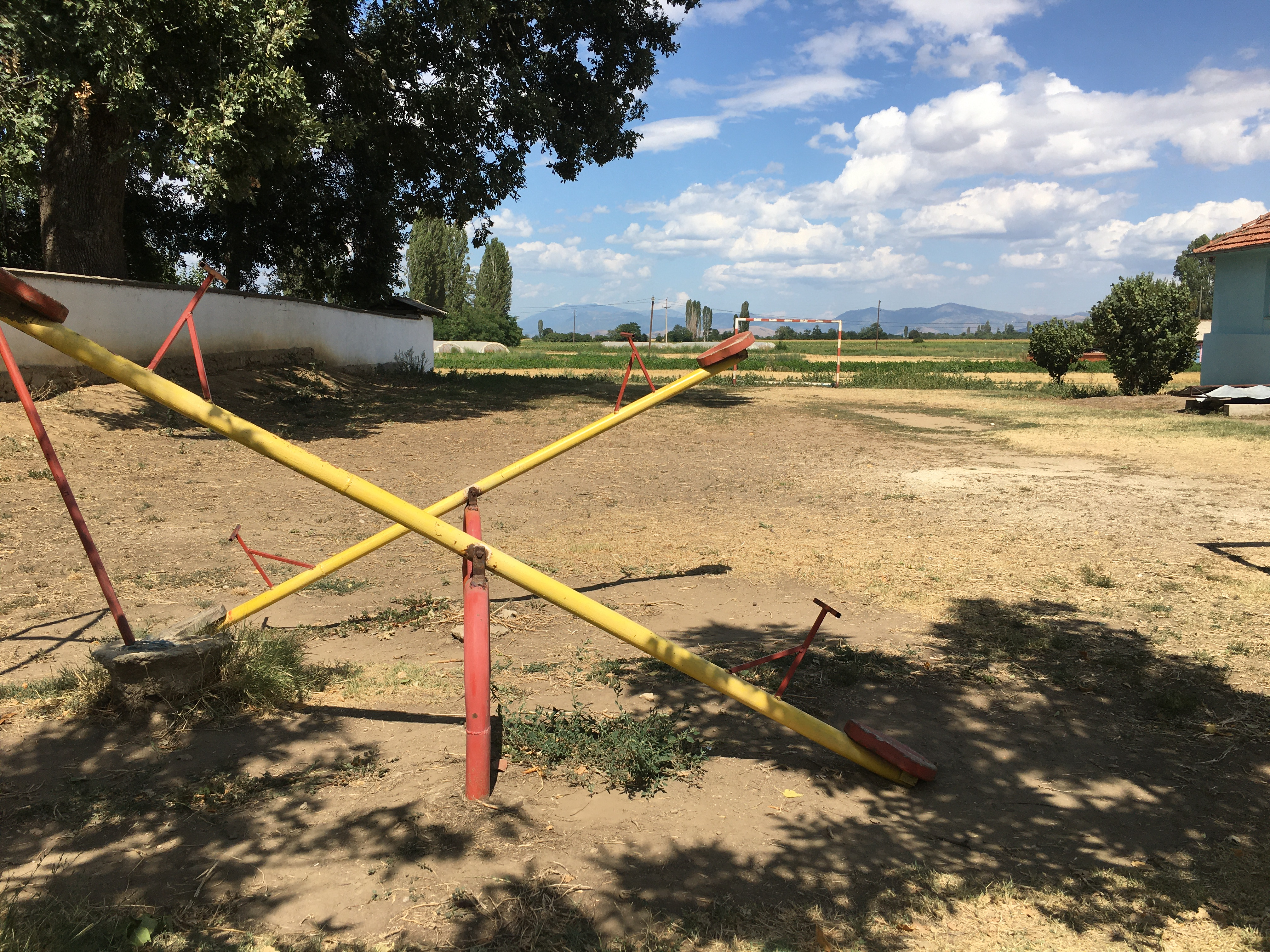
Дитячий майданчик